# Солончаки (село)
Солончаки (укр. Солончаки) — село в Очаковском районе Николаевской области Украины.
Население по переписи 2001 года составляло 615 человек. Почтовый индекс — 57543. Телефонный код — 5154. Занимает площадь 0,68 км².

## История
В 1946 году указом ПВС УССР село Новый Аджигол переименовано в Солончаки.

## Местный совет
57543, Николаевская обл., Очаковский р-н, с. Солончаки, ул. Очаковская, 23